# وحدة إدارة الطاقة
وحدة إدارة الطاقة (بالإنجليزية: Power Management Unit، وتختصر PMU) هي متحكم دقيق يتحكم في وظائف الطاقة للمنصات الرقمية. تحتوي هذه الشريحة المصغرة على العديد من المكونات المماثلة للحاسوب العاديّ، بما في ذلك البرامج الثابتة والبرمجيات والذواكر ووحدات المعالجة المركزية و«مهام الإدخال والإخراج» ومؤقتات قياس الفترات الزمنية والمحولات التناظرية الرقمية لقياس فولتية البطارية الرئيسية أو مصدر طاقة الحاسوب. تعد وحدة إدارة الطاقة PMU واحدة من العناصر القليلة التي تظل نشطة حتى عندما يتم إيقاف تشغيل الحاسوب تمامًا، وتعمل (تُغَذَّى) بواسطة البطارية الاحتياطية.
بالنسبة الحواسيب المحمولة، فإن وحدة إدارة الطاقة مسؤولة عن تنسيق العديد من المهام، بما في ذلك:
- عرض ومراقبة توصيلات الطاقة وشحن البطارية
- شحن البطاريات عند الضرورة
- ضبط الطاقة على الدوائر المتكاملة الأخرى
- إغلاق مكونات النظام غير الضرورية عند تركها في وضع الخمول
- التحكم في مهام النوم والطاقة (تشغيل وإيقاف)
- إدارة الواجهة للوحة المفاتيح المدمجة ولوحات اللمس على الحواسيب المحمولة
- تنظيم ساعة الوقت الفعلي (RTC)

## طالِع أيضا
- الدائرة المتكاملة لإدارة الطاقة (PMIC)
- وحدة إدارة النظام (SMU)
- وحدة التحكم في إدارة النظام (SMC)

## روابط خارجية
- إعادة تعيين وحدة PMU على أجهزة حاسوبية ماك بوك و ماك بوك برو - يحتوي على معلومات عامة عن وحدة PMU (بالإنجليزية)